# Restauración
Restauración je tretje največje mesto province Dajabón v Dominikanski republiki. Nahaja se na severozahodu otoka, natančneje v predelu El Cibao.